# 鎮痛薬
鎮痛薬（ちんつうやく）は、疼痛管理に使用される医薬品の種類である。鎮痛薬は一時的に感覚を低下または消失させる麻酔薬とは概念的に異なるが、鎮痛作用と麻酔作用は神経生理学的に重複しており、そのため様々な薬物が鎮痛効果と麻酔効果の両方を持っている。
鎮痛薬は、中枢神経系・末梢神経に対し様々な機序で作用する。鎮痛薬の主なものには、アセトアミノフェンや、サリチル酸、アセチルサリチル酸（商品名 アスピリン）、イブプロフェン、ロキソプロフェンのような非ステロイド性抗炎症薬（NSAIDs）、モルヒネやトラマドールのようなオピオイドが含まれる。
鎮痛薬の選択は疼痛の強さ・種類によって決定される。神経障害性疼痛に対しては、三環系抗うつ薬や抗てんかん薬など、通常は鎮痛薬とみなされない種類の薬物が代替として考慮される。デュロキセチンなどのセロトニン・ノルアドレナリン再取り込み阻害薬（SNRI）も鎮痛薬として用いられる。
NSAIDsなど、鎮痛薬の種類によっては多くの国で一般用医薬品として入手可能だが、様々な他の鎮痛薬は、医療者の監視なしでは副作用リスクが高く、過剰摂取、乱用、および嗜癖の可能性も高いため、処方箋医薬品である。

## 語源
鎮痛薬（英: analgesic）という言葉はギリシャ語の"an-"（ἀν-、無）、"álgos"（ἄλγος、痛み）、"-ikos"（-ικος、形容詞語尾）に由来する。この語義としての用法は1860年には記載されていた。このような薬は20世紀以前は一般に"アノダイン（anodyne）"として知られていた。 analgesicとは専門用語であり、現代、英語圏での他の呼び名としては、painkillerや pain relieverと呼ばれる。

## 分類

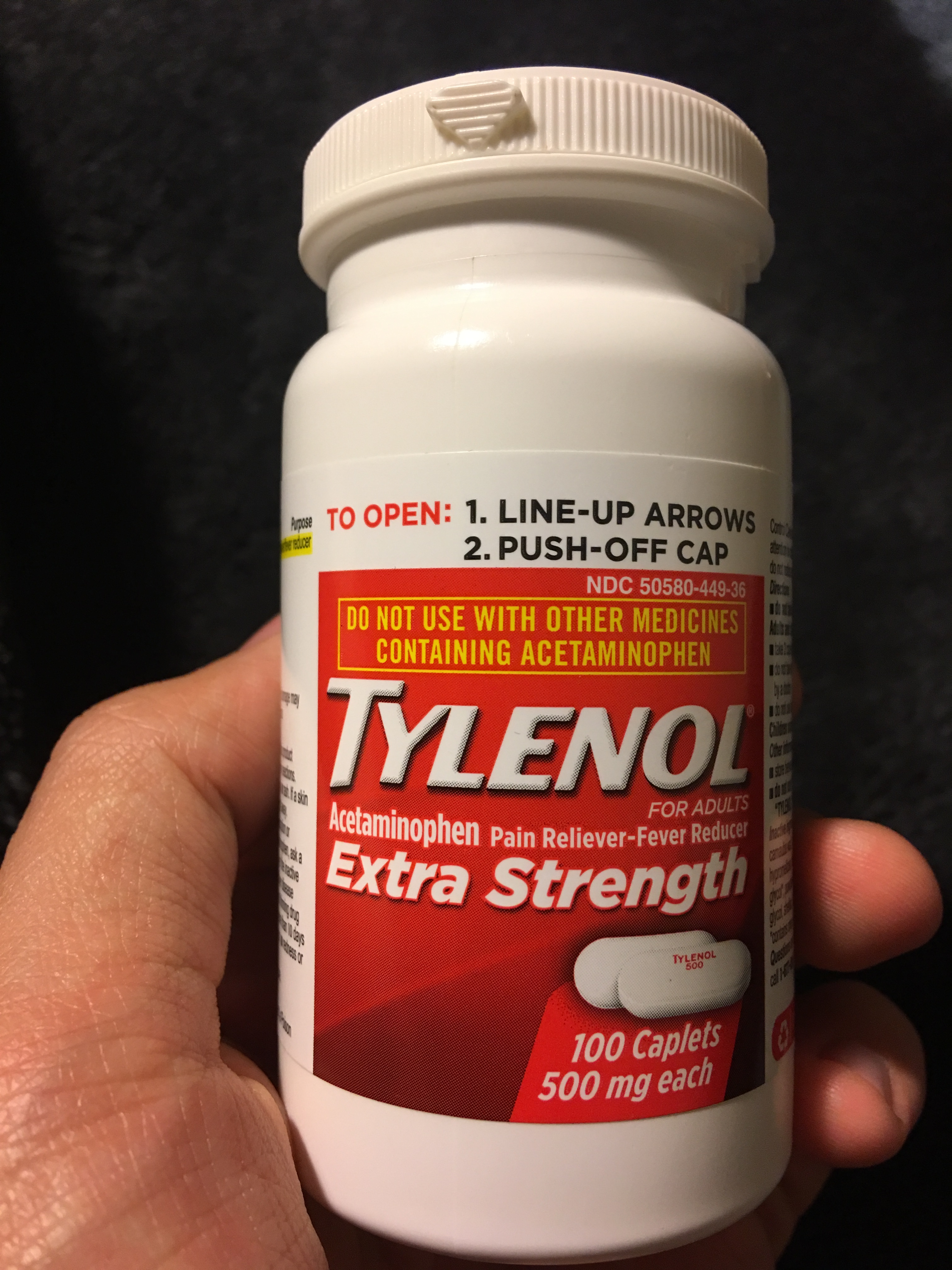
アセトアミノフェンの入った瓶

鎮痛薬は、その作用機序に基づいて分類される。

### アセトアミノフェン
アセトアミノフェン（別名パラセタモール）は、痛みと発熱を治療するために使用される薬である。通常は軽度から中等度の痛みに使用される。オピオイド系鎮痛薬と組み合わせて、アセトアミノフェンは現在、がんの痛みや手術後の痛みなど、より強い痛みにも使用されている。通常は経口または直腸投与されるが、静脈内投与も可能である。効果は2〜4時間持続する。アセトアミノフェンは弱い鎮痛薬に分類される。推奨用量では一般的に安全である。

### NSAIDs
非ステロイド性抗炎症薬（通常NSAIDsと略される）は、痛みを和らげ、熱を下げる薬物クラスであり、高用量では炎症を抑制する。この薬剤クラスの代表的な薬剤であるアスピリン、イブプロフェン、ナプロキセン、ジクロフェナクは、ほとんどの国で市販薬として入手可能である。

#### COX-2阻害薬
これらの薬剤はNSAIDsから派生したものである。NSAIDsが阻害するシクロオキシゲナーゼ酵素には、少なくとも2つの異なる亜型（COX1とCOX2）があることが発見されている。研究により、NSAIDsの副作用の大部分はCOX1（構成的）酵素の阻害によるもので、鎮痛効果はCOX2（誘導型）酵素を介して生じることが示唆された。そこで、COX2のみを阻害する（従来のNSAIDsは一般にCOX1もCO2も阻害する）COX2阻害薬が開発された。これらの薬剤（ロフェコキシブ、セレコキシブ、エトリコキシブなど）は、NSAIDsと比較して同等の鎮痛効果を持ち、特に胃腸出血が少ない。
しかし、このクラスの薬剤には、心血管イベントのリスクを増加させるものがあることが発見された。これによりロフェコキシブとバルデコキシブの撤退と、他の薬剤への警告につながった。エトリコキシブは比較的安全で、血栓イベントのリスクはCOX-2阻害薬ではないNSAIDのジクロフェナクと同程度である。

### オピオイド
典型的なオピオイドであるモルヒネ、および他のオピオイド（例：コデイン、オキシコドン、ヒドロコドン、ジヒドロモルヒネ、ペチジン）は全て、大脳のオピオイド受容体システムに同様の影響を与える。ブプレノルフィンはμ-オピオイド受容体の部分作動薬であり、トラマドールはμ-オピオイド受容体作動作用が弱いセロトニン・ノルエピネフリン再取り込み阻害薬（SNRI）である。トラマドールは構造的にはベンラファキシンの方がコデインよりも近く、μ受容体への弱い作動作用を通じて「オピオイド様」の効果を発揮するだけでなく、弱いが速効性のセロトニン放出薬およびノルエピネフリン再取り込み阻害薬として作用することで鎮痛効果を発揮する。タペンタドールは、トラマドールと構造的な類似性を持ち、従来のオピオイドとSNRIの両方として2つの（そして恐らく3つの）異なる作用機序を持つ新規の薬剤であると考えられている。セロトニンとノルエピネフリン再取り込み阻害薬の疼痛に対する効果は完全には理解されていないが、因果関係が確立されており、SNRIクラスの薬剤は一般的にオピオイド（特にタペンタドールとトラマドール）と併用されることで、より大きな疼痛緩和の成功を収めている。
全てのオピオイドの投与量は、オピオイド毒性（錯乱、呼吸抑制、ミオクローヌス、縮瞳）、けいれん（トラマドール）によって制限される場合があるが、オピオイド耐性のある個人は通常、耐性のない患者よりも高い用量の上限を持つ。オピオイドは非常に効果的な鎮痛薬だが、不快な副作用を伴うことがある。モルヒネを開始した患者は吐き気や嘔吐を経験することがある（一般的に制吐薬の短期投与、例えばプロメタジンで緩和される）。オピオイド副作用の掻痒感により、別のオピオイドへの切り替えを必要とする場合がある。便秘はオピオイド使用患者のほぼ全てに発生し、通常下剤（ラクツロースまたはマクロゴール含有製剤）が併せて処方される。
適切に使用された場合、オピオイドや他の中枢性鎮痛薬は安全で効果的である。しかし、依存症や薬物に対する身体の慣れ（耐性）などのリスクが生じる可能性がある。耐性の影響とは、薬物の頻回使用によってその効果が減弱する可能性があることを意味する。安全に実施できる場合、耐性に対抗するために投与量を増加させる必要があるかもしれない。これは特に、長期間にわたって鎮痛薬を必要とする慢性疼痛患者にとって懸念される。オピオイドの耐性は、十分な鎮痛効果を得ようとする試みにおいて安全な投与量を超えないようにするため、患者を定期的に2つ以上の交差耐性のないオピオイド薬物間で切り替えるオピオイドローテーション療法によってしばしば対処される。
オピオイドの耐性はオピオイド誘発性痛覚過敏と混同してはならない。これら2つの状態の症状は非常に似ているように見えるが、作用機序は異なる。オピオイド誘発性痛覚過敏は、オピオイドへの曝露が痛みの感覚を増加させ（痛覚過敏）、非痛覚性の刺激でさえ痛みを感じる（アロディニア）状態を引き起こすことがある。

### アルコール
アルコールは、疼痛に対して生物学的、精神的、社会的に影響を与える。適度なアルコール使用は、特定の状況下で特定のタイプの痛みを軽減することができる。
アルコールの鎮痛効果の大部分は、ケタミンと同様にNMDA受容体の拮抗作用から生じ、主要な興奮性（信号増強）神経伝達物質であるグルタミン酸の活性を低下させる。また、主要な抑制性（信号低下）神経伝達物質であるGABAの活性を増加させることによっても、より軽度の鎮痛作用を示す。
疼痛治療にアルコールを使用しようとする試みは、過度の飲酒やアルコール使用障害につながる否定的な結果をもたらすことも観察されている。

### 大麻
医療大麻とは、疾病の治療や症状改善のために使用される大麻またはカンナビノイドを指す。慢性疼痛や筋攣縮の治療に大麻を使用できることを示すエビデンスがあり、ある臨床試験によってはオピオイドと比較して神経障害性疼痛が改善されることが示されている。

### 合剤
鎮痛薬は、多くの市販の鎮痛薬に見られるアセトアミノフェンとコデインの組み合わせのように、しばしば併用される。また、副鼻腔関連の製剤ではプソイドエフェドリンなどの血管収縮薬と、アレルギーのある人向けには抗ヒスタミン薬と組み合わせて使用されることもある。
アセトアミノフェン、アスピリン、イブプロフェン、ナプロキセン、その他のNSAIDを、弱から中程度のオピオイド（ヒドロコドンまで）と同時に使用することは、複数の作用部位で疼痛に対抗することで有益な相乗効果を示すと言われているが、合剤によっては、個々の成分の同様の用量と比較して有効性の利点がほとんどないことが示されている。さらに、これらの合剤は、複数の（しばしば有効で無い）成分による混乱から生じる誤った過剰摂取を含む重大な有害事象を引き起こすことがある。

### 代替医療
一部の種類の痛みに対して、代替医療による治療がプラセボよりも効果的に緩和できることもあるというエビデンスがある。現在、参照可能な研究によれば、代替医療の使用をより良く理解するためにはさらなる研究が必要であると結論付けられている。

### その他の薬剤
ネフォパム—モノアミン再取り込み阻害薬、およびカルシウムとナトリウムチャネル調節薬—は、一部の国では中等度から重度の疼痛の治療に承認されている。
フルピルチンは、弱いNMDA拮抗薬特性を持つ中枢作用性K+チャネル開口薬である。フルピルチンはヨーロッパで中等度から強度の疼痛、および片頭痛治療と筋弛緩作用に使用されていた。抗コリン作用は弱く、ドーパミン、セロトニン、またはヒスタミン受容体への作用もないと考えられている。依存性はなく、通常、耐性は発現しない。しかし、場合によっては耐性が発現することもある。
ジコノチドは強力なN型電位依存性カルシウムチャネル遮断薬で、主にがん性疼痛などの重度の疼痛緩和のために髄腔内投与される。

### 鎮痛補助薬
鎮痛薬以外の用途で導入された特定の薬剤も、疼痛管理に使用される。第一世代（アミトリプチリンなど）と新しい抗うつ薬（デュロキセチンなど）の両方が、神経損傷に関連する疼痛や類似の病態に対してNSAIDsやオピオイドと併用される。その他の薬剤としては、ヒドロキシジン、プロメタジン、カリソプロドール、またはトリペレナミンを使用すると、特定のタイプのオピオイド鎮痛薬の鎮痛能力が直接増強される。
鎮痛補助薬には、オルフェナドリン、メキシレチン、プレガバリン、ガバペンチン、シクロベンザプリン、スコポラミン、および抗けいれん作用、抗コリン作用、および/または鎮痙作用を持つその他の薬剤、ならびに中枢神経系に作用する多くの他の薬剤が含まれる。これらの薬剤は、特に神経障害性疼痛に対してオピオイドを使用する際に、オピオイドの作用を調節および/または修飾するために鎮痛薬と併用される。
デキストロメトルファンは、オピオイドに対する耐性の発現を遅らせ、耐性を逆転させる効果があることが指摘されており、またケタミンと同様にNMDA受容体に作用することで追加の鎮痛効果を発揮する。メサドンやケトベミドン、おそらくピリトラミドなどの一部の鎮痛薬は、内因性のNMDA作用を持っている。
抗けいれん薬のカルバマゼピンは神経障害性疼痛の治療に使用される。同様に、ガバペンチノイドであるガバペンチンとプレガバリンは神経障害性疼痛に処方される。ガバペンチノイドは電位依存性カルシウムチャネルのα2δ-サブユニット遮断薬として作用し、他の作用機序も持つ傾向がある。ガバペンチノイドはすべて抗けいれん薬で、その作用機序が神経系に由来する疼痛感覚を抑制する傾向があるため、最も多く神経障害性疼痛に使用される。

### その他の使用法
全身性の副作用を避けるため、一般的には局所鎮痛が推奨される。例えば、関節の痛みはイブプロフェンやジクロフェナクを含むゲルで対処することができる（外用ジクロフェナクの添付文書は、薬剤性肝毒性について警告するよう更新されている）。カプサイシンも外用薬に使用される。リドカイン（局所麻酔薬）およびステロイドは、より長期的な疼痛緩和のために関節内に注射されることもある。リドカインは痛みのある口内炎の治療や、歯科処置や軽度の医療処置のための部位の麻酔にも使用される。2007年2月、FDAは医療者の監視なしで大量に皮膚に塗布した場合、局所麻酔薬が血流に入る潜在的な危険性について、消費者と医療専門家に通知した。これらの局所麻酔薬には、クリーム、軟膏、またはゲル剤型のリドカイン、テトラカイン、ベンゾカイン、プリロカインなどの麻酔薬が含まれている。

### 外用薬
局所非ステロイド性抗炎症薬は、肉離れや反復運動過多損傷などのよくある症状において疼痛を緩和する。副作用も少ないため、これらの状態では経口薬よりも外用薬が好ましい場合がある。

## 等鎮痛用量・オピオイド換算表
等鎮痛用量（とうちんつうようりょう、英: equianalgesic dose）とは、ある鎮痛薬が、別の鎮痛薬の投与量と同等の鎮痛効果を示す投与量である。等鎮痛換算表（英: equianalgesic chart）は、鎮痛薬ごとの等鎮痛用量の一覧表であり、投与量の計算に用いられる。鎮痛薬の中でオピオイドの等鎮痛用量を表にしたものは、オピオイド換算表と呼ばれる。

### フォーマット
等鎮痛換算表は、参照しやすいポケットサイズのカードなど、さまざまな形式がある 。よく見られる形式は、左の列に薬剤名、中央の列に投与経路、右の列に注釈が記載されているものである。

### 目的
鎮痛薬を切り替える理由はいくつかある。安価であるとか、患者が希望する薬局で入手できないなどの実際的な理由や、現在使用している薬剤の効果が不十分であるとか、副作用を最小限に抑えるためなどの医学的な理由である。特定の薬物に関するスティグマ（例えば、オピオイド依存症治療との関連からメサドンを拒否する患者）のために、別の麻薬への切り替えを要求する患者もいる。

### 注意事項
等鎮痛換算表は有用なツールであるが、薬物の投与経路、交差耐性、半減期、生物学的利用能（バイオアベイラビリティ）など、関連するすべての変数を補正するように注意する必要がある。例えば、麻薬レボルファノールはモルヒネの4～8倍強い効力を持つが、半減期もはるかに長い。患者を40mgのモルヒネから10mgのレボルファノールに単純に切り替えることは、用量の蓄積により危険であるため、投与頻度も考慮すべきである。
等鎮痛換算表に関する懸念は他にもある。多くの換算表は、オピオイド未投与患者を対象とした研究からデータを得ている。急性ではなく）慢性の疼痛を有する患者は、鎮痛薬に対する反応が異なる可能性がある。多くの薬物には活性代謝産物があり、体内に蓄積する可能性があるため、薬物の反復投与は単回投与とも異なる。また、性別、年齢、臓器機能などの患者の変数も、薬物の作用に影響を及ぼす可能性がある。これらの変数が等鎮痛換算表に含まれることはまれである。

## 薬剤の比較一覧
下表では、一部の薬剤に関して、10mg経口モルヒネ相当の鎮痛と同等の鎮痛に必要な量を示す。薬剤は投与経路によって、生物学的利用能が異なり、静脈投与の方がより強力な場合もある。
| 国際一般名（INN）               | 物理化学的性質 | 作用機序 | 投与経路                                               | 10 mg経口モルヒネ相当量 | 薬物動態 | 適応 | 主な安全性の懸念 |
| ------------------------------- | --- | --- | ------------------------------------------------------ | ----------------------- | --- | --- | --- |
| 非ステロイド性抗炎症薬          | | |                                                        |                         | | | |
| アセクロフェナク                | β-シクロデキストリン塩と遊離酸の形で存在する；水にほとんど不溶、多くの有機溶媒に可溶；光により分解する；フェニル酢酸誘導体                                                                   | ジクロフェナクと同様 | 経口                                                   |                         | タンパク結合 > 99%；半減期 = 4時間；一部はジクロフェナクに代謝される；排泄 = 尿（67%） | ジクロフェナクと同様 | ジクロフェナクと同様 |
| アセメタシン                    | 遊離形で存在；水にほとんど不溶、特定の有機溶媒に可溶；光により分解する。インドメタシンに化学的に関連                                                                                         | ジクロフェナクと同様 | 経口                                                   |                         | インドメタシンにわずかに代謝される | 関節リウマチ、変形性関節症、腰痛 | ジクロフェナクと同様 |
| アンフェナク                    | データなし | ジクロフェナクと同様 | 経口                                                   |                         | データなし | 疼痛と炎症 | ジクロフェナクと同様 |
| アミノピリン                    | フェニルブタゾンに関連 | ジクロフェナクと同様 | 経口                                                   |                         | 不詳 | 筋骨格系および関節障害 | 無顆粒球症とがん |
| アンピロキシカム                | ピロキシカムに関連 | ジクロフェナクと同様 | 経口                                                   |                         | データなし | 関節リウマチおよび変形性関節症 | 光過敏症およびNSAIDsに典型的なその他の副作用 |
| アムトルメチン・グアシル        | トルメチンのプロドラッグ | ジクロフェナクと同様 | 経口                                                   |                         | データなし | ジクロフェナクと同様 | ジクロフェナクと同様 |
| アスピリン                      | 遊離形、アルミニウム塩およびリシン塩の形で存在；水にやや溶けにくい（1:300）；アルコールによく溶ける（1:5）；空気に接触すると分解。                                                           | 不可逆的にシクロオキシゲナーゼ2およびCOX-2を阻害；そのためプロスタグランジン合成を阻害                                   | 経口, 筋注, 静注、直腸                                 |                         | 生物学的利用能 = 80–100%；タンパク結合 = 25–95%（血漿中濃度に反比例）；半減期 = 2–3時間、15–30時間（高用量）；排泄 = 80–100% | 血液希釈；軽度から中等度の疼痛；発熱；リウマチ熱；片頭痛；関節リウマチ；川崎病                                                          | 消化管出血；潰瘍；ライ症候群；腎毒性；血液障害（まれ）；スティーブンス・ジョンソン症候群（まれ）                                                 |
| アザプロパゾン                  | 遊離形で存在；水とクロロホルムにやや不溶、エタノールに可溶；フェニルブタゾン | ジクロフェナクと同様 | 経口, 直腸                                             |                         | データなし | 関節リウマチ；痛風；強直性脊椎炎 | ジクロフェナクと同様 |
| ベンダザック                    | 遊離酸とリシン塩の形で存在。インドメタシンに化学的に関連 | アセタメタシンと同様 | 外用、眼科用                                           |                         | 該当なし | 皮膚病変（接触皮膚炎など）および白内障                                                                                                  | 肝毒性の報告あり |
| ベノリラート                    | アスピリン-パラセタモールエステル。水にほとんど不溶、エタノールとメタノールにやや可溶、アセトンとクロロホルムに可溶                                                                          | アスピリン・アセトアミノフェンと同様                                                                                     | 経口                                                   |                         | 入手不可 | 変形性関節症；関節リウマチ；軟部組織リウマチ；軽度から中等度の疼痛および発熱                                                            | アスピリン・アセトアミノフェンと同様 |
| ベンジダミン                    | 遊離酸の形で存在；水によく溶ける | ジクロフェナクと同様 | 外用、経口、直腸、スプレー、膣                         |                         | データなし | 筋骨格系障害；軟部組織障害；喉の痛み | ジクロフェナクと同様 |
| ブロムフェナク                  | 遊離酸の形で存在；フェニル酢酸誘導体 | 可逆的COX-1/COX-2阻害薬                                                                                                  | 眼科用                                                 |                         | 該当なし | 術後の疼痛と炎症 | 角膜潰瘍 |
| ブフェキサマク                  | 遊離酸の形で存在；水にほとんど不溶、少数の有機溶媒に可溶；光により分解 | 可逆的COX-1/COX-2阻害 | 外用                                                   |                         | データなし | 皮膚障害 | 接触性皮膚炎などの皮膚状態 |
| カルバサラート                  | カルシウム塩の形で存在；水にやや可溶 | アスピリンと尿素に代謝される。アスピリンと同様                                                                           | 経口                                                   |                         | データなし | 血栓塞栓性障害に使用 | ジクロフェナクと同様 |
| クロニキシン                    | 遊離酸とリシン塩の形で存在 | 可逆的COX-1/COX-2阻害 | 経口、筋注、静注、直腸                                 |                         | データなし | 疼痛 | ジクロフェナクと同様 |
| デキシブプロフェン              | イブプロフェンのD異性体。プロピオン酸誘導体 | ジクロフェナクと同様 | 経口                                                   |                         | 生物学的利用能 = ?；タンパク結合 = 99%；代謝 = 肝臓でのカルボキシル化と水酸化；半減期 = 1.8–3.5時間；排泄 = 尿（90%） | 変形性関節症；軽度から中等度の疼痛および月経痛                                                                                          | ジクロフェナクと同様 |
| ジクロフェナク                  | ナトリウム塩、カリウム塩およびジエチルアミン塩（ゲルとして外用）の形で存在；水にやや可溶だがエタノールには可溶。光と空気の存在下で不安定。インドール酢酸誘導体                               | 可逆的COX-1/COX-2阻害薬                                                                                                  | 経口および外用                                         |                         | 生物学的利用能 = 50–60%；タンパク結合 = 99–99.8%；肝代謝；半減期 = 1.2–2時間；排泄 = 尿（50–70%）、糞便（30–35%） | 関節リウマチ；変形性関節症；炎症性疼痛（例：月経痛）；局所の疼痛/炎症（ゲルとして）；日光角化症；過多月経                               | アスピリンと同様、ただしライ症候群を除き、以下が追加：心筋梗塞、脳卒中および高血圧。他の非選択的NSAIDsと比較してこれらの副作用を引き起こしやすい |
| ジエチルアミンサリチル酸塩      | 水によく溶ける。光と鉄との接触で分解 | ジクロフェナクと同様 | 外用                                                   |                         | 該当なし | リウマチおよび筋骨格系の疼痛 | ブフェキサマクと同様 |
| ジフルニサル                    | 遊離酸とアルギニン塩の形で存在；水にほとんど不溶、エタノールに可溶；光により分解 | ジクロフェナクと同様 | 経口、筋注、静注                                       |                         | 生物学的利用能 = 80–100%；タンパク結合 > 99%；分布容積 = 0.11 L/kg；肝代謝；半減期 = 8–12時間；排泄 = 尿（90%）、糞便（<5%） | 疼痛；変形性関節症；関節リウマチ | ジクロフェナクと同様 |
| エピリゾール                    | 遊離形で存在 | ジクロフェナクと同様 | 経口                                                   |                         | 入手不可 | 関節リウマチ | ジクロフェナクと同様 |
| エテンザミド                    | 遊離形で存在；サリチル酸塩 | ジクロフェナクと同様 | 経口                                                   |                         | 入手不可 | 筋骨格系の疼痛；発熱 | ジクロフェナクと同様 |
| エトフェナメート                | 液体；水にほとんど不溶、酢酸エチルとメタノールと混和性 | ジクロフェナクと同様 | 外用                                                   |                         | 入手不可 | 筋骨格系、関節および軟部組織障害 | ブフェキサマクと同様 |
| フェルビナク                    | 遊離形とジイソプロパノールアミン塩の形で存在；水とエタノールにほとんど不溶、メタノールに可溶                                                                                                 | ジクロフェナクと同様 | 外用                                                   |                         | 該当なし | 筋骨格系の疼痛と軟部組織損傷 | ブフェキサマクと同様 |
| フェンブフェン                  | 遊離酸として存在；ほとんどの溶媒（水を含む）にやや不溶；プロピオン酸誘導体 | ジクロフェナクと同様 | 経口                                                   |                         | タンパク結合 > 99%；半減期 = 10–17時間 | ジクロフェナクと同様 | ジクロフェナクと同様 |
| フェノプロフェン                | カルシウム塩として存在；水とクロロホルムにやや不溶、アルコールにやや可溶；空気による分解に敏感。プロピオン酸誘導体                                                                           | ジクロフェナクと同様 | 経口                                                   |                         | 生物学的利用能 = ?；タンパク結合 = 99%；肝代謝；排泄 = 尿、糞便 | 疼痛；関節リウマチおよび変形性関節症 | ジクロフェナクと同様 |
| フェンチアザク                  | 遊離形とカルシウム塩として存在；酢酸誘導体 | ジクロフェナクと同様 | 経口                                                   |                         | データなし | ジクロフェナクと同様 | ジクロフェナクと同様 |
| フェプラジノール                | 遊離酸と塩酸塩の形で存在 | ジクロフェナクと同様 | 外用                                                   |                         | 該当なし | 局所の炎症反応 | ブフェキサマクと同様 |
| フェプラゾン                    | 遊離酸とピペラジン塩の形で存在。フェニルブタゾン | ジクロフェナクと同様 | 経口、直腸、外用                                       |                         | 入手不可 | ジクロフェナクと同様 | 外用ではブフェキサマクと同様、経口/直腸ではジクロフェナクと同様                                                                                  |
| フロクタフェニン                | 遊離酸の形で存在；アントラニル酸誘導体 | ジクロフェナクと同様 | 経口                                                   |                         | 肝臓で大半が代謝される；半減期 = 8時間；尿中および胆汁中排泄 | 短期的な疼痛緩和 | ジクロフェナクと同様 |
| フルフェナム酸                  | 遊離酸形とアルミニウム塩形で存在；アントラニル酸 | ジクロフェナクと同様 | 外用                                                   |                         | 該当なし | 軟部組織の炎症と疼痛 | ブフェキサマクと同様 |
| フルルビプロフェン              | ナトリウム塩と遊離酸の形で存在；水にやや不溶だがエタノールには可溶；空気により分解されやすい。プロピオン酸誘導体                                                                             | ジクロフェナクと同様 | 経口、筋注、静注、眼科用                               |                         | 生物学的利用能 = 96%（経口）；タンパク結合 > 99%；分布容積 = 0.12 L/kg；排泄 = 尿（70%） | 眼科用：春季角結膜炎；術後眼部腫脹；単純ヘルペス性角膜炎、エキシマレーザー屈折矯正手術後；結膜炎。 全身投与：関節リウマチ；変形性関節症 | ブロムフェナク（眼科用）とジクロフェナク（経口/筋注/静注）と同様                                                                                 |
| グルカメタシン                  | インドメタシン誘導体 | ジクロフェナクと同様 | 経口                                                   |                         | 入手不可 | 筋骨格系、関節、関節周囲および軟部組織障害                                                                                              | ジクロフェナクと同様 |
| イブプロフェン                  | リシン塩と遊離酸の形で存在；水にほとんど不溶だが、エタノール、アセトン、メタノール、ジクロロメタン、クロロホルムに可溶。空気の存在下で分解。プロピオン酸誘導体                               | ジクロフェナクと同様 | 経口、静注、外用                                       |                         | 生物学的利用能 = 80–100%；タンパク結合 = 90–99%；肝代謝、主にCYP2C9とCYP2C19を介した酸化；排泄 = 尿（50–60%）、糞便 | 疼痛；発熱；炎症性疾患；関節リウマチ；変形性関節症；過多月経；動脈管開存症                                                              | ジクロフェナクと同様、ただし心筋梗塞、脳卒中、高血圧のリスクは低い                                                                               |
| イミダゾールサリチラート        | 遊離型で存在。サリチル酸 | イミダゾールサリチラート                                                                                                 | 経口、直腸、外用                                       |                         | 入手不可 | 筋肉痛、リウマチの痛み | ブフェキサマク（外用）とジクロフェナク（経口/直腸）と同様                                                                                        |
| インドメタシン                  | 遊離酸とナトリウム塩の形で存在；水とほとんどの溶媒に実質的に不溶；光により分解されやすい。酢酸誘導体                                                                                         | ジクロフェナクと同様 | 経口、静注、直腸                                       |                         | 生物学的利用能 = 100%（経口）；タンパク結合 = 90%；肝代謝；排泄 = 尿（60%）、糞便（33%） | 関節リウマチ；変形性関節症；痛風；強直性脊椎炎；月経痛；動脈管開存症                                                                    | ジクロフェナクと同様 |
| イソニキシン                    | 遊離形で存在 | ジクロフェナクと同様 | 経口、直腸および外用                                   |                         | 入手不可 | 筋骨格系および関節障害 | ブフェキサマク（外用）とジクロフェナク（経口/直腸）と同様                                                                                        |
| ケブゾン                        | 遊離形とナトリウム塩形で存在；フェニルブタゾン誘導体 | ジクロフェナクと同様 | 筋注、経口                                             |                         | 入手不可 | ジクロフェナクと同様 | ジクロフェナクと同様 |
| ケトプロフェン                  | 遊離酸、リシン塩、ナトリウム塩、塩酸塩の形で存在；Dエナンチオマーはトロメタモール塩の形で存在。水にほとんど不溶；他のほとんどの溶媒によく溶ける。プロピオン酸誘導体                          | ジクロフェナクと同様 | 経口、直腸、外用、経皮、静脈内、筋肉内                 |                         | 生物学的利用能 > 92%（経口）、70–90%（直腸）；タンパク結合 > 99%；分布容積 = 0.1–0.2 L/kg；肝代謝；半減期 = 1.5–2時間（経口）、2.2時間（直腸）、2時間（静脈内） | 関節リウマチ、変形性関節症およびスポーツによる表在性損傷（外用）                                                                        | ジクロフェナクと同様 |
| ケトロラク                      | トロメタミン塩の形で存在；水に高度に可溶。光により分解。酢酸誘導体 | ジクロフェナクと同様 | 経口、筋注、静注、経鼻、および眼科用                   |                         | 筋注製剤の生物学的利用能 = 100%；タンパク結合 = 99%；主にグルクロン酸抱合とp-水酸化による肝代謝；半減期 = 5–6時間；排泄 = 尿（91.4%）、糞便（6.1%） | 軽度から中等度の術後疼痛；急性片頭痛；白内障手術またはアレルギー性季節性結膜炎による眼の炎症；急性偽水晶体囊胞様黄斑浮腫の予防          | ジクロフェナクと同様 |
| ロルノキシカム                  | 塩酸塩形で使用；オキシカム誘導体 | ジクロフェナクと同様 | 経口                                                   |                         | タンパク結合 = 99%；分布容積 = 0.2 L/kg；半減期 = 3–5時間；排泄 = 糞便（51%）、尿（42%） | 急性および慢性疼痛 | ジクロフェナクと同様 |
| ロキソプロフェン                | ナトリウム塩の形で存在。プロピオン酸誘導体 | ジクロフェナクと同様 | 外用                                                   |                         | 該当なし | 局所の炎症と疼痛 | ジクロフェナクと同様 |
| マグネシウムサリチル酸          | 遊離形で存在；水とエタノールに可溶；サリチル酸塩 | ジクロフェナクと同様 | 経口                                                   |                         | 入手不可 | ジクロフェナクと同様 | ジクロフェナクと同様 |
| メクロフェナム酸                | 遊離酸とナトリウム塩の形で存在、ヒト医療ではナトリウム塩が使用される；水にほとんど不溶（遊離酸）、水によく溶ける（ナトリウム塩）；空気と光により分解されやすい。                             | ジクロフェナクと同様 | 経口                                                   |                         | タンパク結合 > 99%；半減期 = 2–4時間；酸化、水酸化、脱ハロゲン化およびグルクロン酸との抱合による肝代謝；排泄 = 尿、糞便（20–30%） | 変形性関節症；関節リウマチ；軽度から中等度の疼痛；月経困難症；過多月経                                                                  | ジクロフェナクと同様 |
| メフェナム酸                    | 遊離酸の形で存在；水にほとんど不溶、有機溶媒にやや不溶；空気と光との接触で分解。アントラニル酸誘導体                                                                                         | ジクロフェナクと同様 | 経口                                                   |                         | 大部分がタンパク結合；主にCYP2C9による肝代謝；半減期 = 2時間；排泄 = 尿（66%）、糞便（20–25%） | 炎症性疼痛および過多月経 | ジクロフェナクと同様 |
| モフェゾラク                    | 遊離形で存在 | ジクロフェナクと同様 | 経口                                                   |                         | 入手不可 | 筋骨格系および関節の疼痛 | ジクロフェナクと同様 |
| モルニフルメート                | 遊離酸の形で存在；ニフルム酸誘導体 | ジクロフェナクと同様 | 経口、直腸                                             |                         | 入手不可 | 炎症性状態 | ジクロフェナクと同様 |
| ナブメトン                      | 遊離酸の形で存在；水にほとんど不溶、アセトンによく溶ける。空気と光との接触で分解 | ジクロフェナクと同様 | 経口                                                   |                         | タンパク結合 = 99%；肝代謝；半減期 = 24時間；排泄 = 尿（80%）、糞便（9%） | 変形性関節症；関節リウマチ、若年性特発性関節炎、炎症性の痛み、過多月経                                                                  | ジクロフェナクと同様 |
| ナプロキセン                    | 遊離酸とナトリウム形で存在；遊離形で水にほとんど不溶、ナトリウム塩は水に自由に可溶、ほとんどの有機溶媒にやや可溶。空気と光との接触で分解。プロピオン酸誘導体                                 | ジクロフェナクと同様 | 経口                                                   |                         | 生物学的利用能 = ?；タンパク結合 > 99.5%；分布容積 = 体重の10%；半減期 = 12–15時間；排泄 = 尿（95%）、糞便（<3%） | 関節リウマチ；変形性関節症；強直性脊椎炎；若年性特発性関節炎；炎症性疼痛；過多月経                                                      | ジクロフェナクと同様。他の非選択的NSAIDsと比較して血栓性イベントを引き起こしにくい                                                               |
| ネパフェナク                    | 遊離形で存在；アムフェナクに関連 | ジクロフェナクと同様 | 眼科用                                                 |                         | 入手不可 | 白内障手術後の炎症と疼痛 | ブロムフェナクと同様 |
| ニフルム酸                      | 遊離酸形、グリシンアミドおよびエチルエステル形で存在；水にほとんど不溶、エタノール、アセトンおよびメタノールに可溶。ニコチン酸誘導体                                                         | ジクロフェナクと同様 | 経口、直腸（エチルエステル、モルニフルメート)          |                         | 入手不可 | 筋骨格系、関節および口腔内の炎症性障害                                                                                                  | ジクロフェナクと同様 |
| オキサプロジン                  | カリウム塩と遊離酸の形で存在；光で分解。プロピオン酸誘導体 | ジクロフェナクと同様 | 経口                                                   |                         | 生物学的利用能 = ?；タンパク結合 > 99.5%；分布容積 = 0.15–0.25 L/kg；半減期 = 50–60時間；排泄 = 尿（65）、糞便（35%） | 変形性関節症；関節リウマチ | ジクロフェナクと同様 |
| オキシフェンブタゾン            | 遊離形で存在。フェニルブタゾン | ジクロフェナクと同様 | 経口、眼科用                                           |                         | 入手不可 | 眼科用：上強膜炎。全身投与（副作用のため現在はほとんど使用されない）：強直性脊椎炎；関節リウマチ；変形性関節症                          | ブロムフェナクと同様。全身投与では再生不良性貧血、無顆粒球症、白血球減少症、好中球減少症などの血液学的副作用                                     |
| アンチピリン                    | データなし | ジクロフェナクと同様 | 経口、耳鼻科用                                         |                         | タンパク結合 < 10%；半減期 = 12時間；肝代謝；排泄 = 尿（主）、糞便 | 急性中耳炎 | 腎毒性および血液毒性とNSAIDsに典型的なその他の副作用                                                                                             |
| フェニルブタゾン                | 遊離形で存在；水にほとんど不溶、ほとんどの有機溶媒によく溶ける。光と空気との接触で分解 | ジクロフェナクと同様 | 経口、直腸、外用                                       |                         | データなし | 強直性脊椎炎；急性痛風；変形性関節症；関節リウマチ                                                                                      | 血液毒性（無顆粒球症、再生不良性貧血を含む）とNSAIDsに典型的な副作用                                                                             |
| ピケトプロフェン                | 遊離形で存在 | ジクロフェナクと同様 | 外用                                                   |                         | 該当なし | 筋骨格系、関節、関節周囲および軟部組織障害                                                                                              | 他の外用NSAIDsと同様 |
| ピロキシカム                    | 遊離酸とβ-シクロデキストリン塩の形で存在；水にほとんど不溶、エタノールにやや可溶；空気と光との接触で分解。エノール酸誘導体                                                                   | ジクロフェナクと同様 | 経口、外用                                             |                         | タンパク結合 = 99%；広範な肝代謝；半減期 = 36–45時間；排泄 = 尿、糞便 | 関節リウマチ、変形性関節症、強直性脊椎炎およびスポーツ傷害（外用）                                                                      | ジクロフェナクと同様 |
| プログルメタシン                | マレイン酸塩の形で存在；インドメタシン誘導体 | ジクロフェナクと同様 | 経口、直腸、外用                                       |                         | 入手不可 | 筋骨格系および関節障害 | ジクロフェナクと同様 |
| プロクアゾン                    | 遊離形で存在 | ジクロフェナクと同様 | 経口、直腸                                             |                         | 入手不可 | ジクロフェナクと同様 | ジクロフェナクと同様 |
| プラノプロフェン                | データなし | ジクロフェナクと同様 | 経口、眼科用                                           |                         | 入手不可 | 疼痛、炎症および発熱 | ジクロフェナクと同様 |
| サラミダセチック酸              | ナトリウムおよびジエチルアミン塩の形で存在；サリチル酸塩 | ジクロフェナクと同様 | 経口                                                   |                         | 入手不可 | 筋骨格系障害 | ジクロフェナクと同様 |
| サリチルアミド                  | 水とクロロホルムにやや不溶；ほとんどの他の有機溶媒に可溶；サリチル酸塩 | ジクロフェナクと同様 | 経口、外用                                             |                         | データなし | 筋肉およびリウマチ性疾患 | ジクロフェナクと同様 |
| サロール                        | データなし | ジクロフェナクと同様 | 経口、外用                                             |                         | データなし | 下部尿路感染症 | ジクロフェナクと同様 |
| サルサレート                    | 空気との接触で分解；サリチル酸誘導体 | ジクロフェナクと同様 | 経口                                                   |                         | 肝代謝；半減期 = 7–8時間；排泄 = 尿 | 関節リウマチ、変形性関節症 | ジクロフェナクと同様 |
| サリチル酸ナトリウム            | 水によく溶ける。空気と光との接触で分解；サリチル酸塩 | ジクロフェナクと同様 | 経口、静注、外用                                       |                         | データなし | 疼痛、発熱およびリウマチ性疾患 | 心臓合併症ｐ；それ以外はジクロフェナクと同様 |
| スリンダク                      | 遊離酸とナトリウム塩の形で存在；水とヘキサンにほとんど不溶、ほとんどの有機溶媒にごくわずかに可溶。光との接触で分解。酢酸誘導体                                                               | ジクロフェナクと同様 | 経口、直腸                                             |                         | 生物学的利用能 = 90%；タンパク結合 = 93%（スリンダク）、98%（活性代謝物）；肝代謝；排泄 = 尿（50%）、糞便（25%） | 関節リウマチ；変形性関節症；痛風；強直性脊椎炎；炎症性疼痛                                                                              | ジクロフェナクと同様 |
| スキシブゾン                    | 水にほとんど不溶、エタノールとアセトンに可溶フェニルブタゾンン | ジクロフェナクと同様 | 経口、外用                                             |                         | データなし | 筋骨格系および関節障害 | フェニルブタゾンと同様 |
| テノキシカム                    | 遊離酸として存在；水にほとんど不溶、有機溶媒にやや不溶；光との接触で分解 | ジクロフェナクと同様 | 経口、直腸                                             |                         | 生物学的利用能 = 100%（経口）、80%（直腸）；タンパク結合 = 99%；分布容積 = 0.15 L/kg；半減期 = 60–75時間；排泄 = 尿（67%）、糞便（33%） | 変形性関節症；関節リウマチ；軟部組織損傷                                                                                                | ジクロフェナクと同様 |
| テトリダミン                    | データなし | ジクロフェナクと同様 | 膣                                                     |                         | データなし | 膣炎 | ジクロフェナクと同様 |
| チアプロフェン酸                | 遊離酸として存在；水にほとんど不溶だがほとんどの有機溶媒によく溶ける。プロピオン酸誘導体；光との接触で分解。プロピオン酸誘導体                                                               | ジクロフェナクと同様 | 経口                                                   |                         | タンパク結合 > 99%；分布容積 = 0.1–0.2 L/kg；肝代謝；半減期 = 2–4時間 | 強直性脊椎炎；変形性関節症；関節リウマチ；線維症；関節包炎；軟部組織障害                                                                | ジクロフェナクと同様 |
| チアラミド                      | データなし | ジクロフェナクと同様 | 経口                                                   |                         | データなし | 疼痛；炎症 | ジクロフェナクと同様 |
| チノリジン                      | データなし | ジクロフェナクと同様 | データなし                                             |                         | データなし | 疼痛；炎症 | ジクロフェナクと同様 |
| トルフェナム酸                  | 遊離酸として存在；水にほとんど不溶；光との接触で分解；アントラニル酸 | ジクロフェナクと同様 | 経口                                                   |                         | タンパク結合 = 99%；半減期 = 2時間；肝代謝；排泄 = 尿（90%）、糞便 | 片頭痛；変形性関節症；関節リウマチ；月経困難症                                                                                          | ジクロフェナクと同様 |
| トルメチン                      | ナトリウム塩の形で存在；水よく溶ける溶、エタノールにやや可溶、メタノールよく溶ける溶。酢酸誘導体                                                                                             | ジクロフェナクと同様 | 経口                                                   |                         | タンパク結合 > 99%；分布容積 = 7–10 L；半減期 = 1時間；排泄 = 尿（90%） | 変形性関節症；関節リウマチ | ジクロフェナクと同様 |
| ウフェナメート                  | データなし | データなし | 外用                                                   |                         | データなし | 炎症性皮膚障害 | 他の外用NSAIDsと同様 |
| COX-2選択的阻害薬               | | |                                                        |                         | | | |
| セレコキシブ                    | 遊離形で存在；水にほとんど不溶、有機溶媒にやや可溶。光と湿気との接触で分解。スルホンアミド                                                                                                   | 選択的COX-2阻害薬 | 経口                                                   |                         | タンパク結合 = 97%；主にCYP2C9による肝代謝；糞便（57%）、尿（27%） | 関節リウマチ；変形性関節症；強直性脊椎炎；月経困難症または外傷による疼痛                                                                | 非選択的NSAIDsと同様。ただし、ジクロフェナクを除くほとんどの非選択的NSAIDsと比較して血栓性イベントを引き起こしやすい                             |
| エトドラク                      | 遊離形で存在；水にほとんど不溶、アセトンと無水アルコールよく溶ける溶。酢酸誘導体 | セレコキシブと同様 | 経口                                                   |                         | 生物学的利用能 = ?；タンパク結合 > 99%；分布容積 = 0.41 L/kg；半減期 = 6–7時間；排泄 = 尿（73%） | 関節リウマチ（若年性特発性関節炎を含む）；変形性関節症；急性疼痛                                                                        | ジクロフェナクと同様 |
| エトリコキシブ                  | 遊離形で存在；スルホンアミド | セレコキシブと同様 | 経口                                                   |                         | 生物学的利用能 = 100%；タンパク結合 = 91.4%；分布容積 = 120 L；半減期 = 22時間；肝代謝；排泄 = 尿（70%）、糞便（20%） | 急性疼痛；痛風；変形性関節症 | ジクロフェナクと同様 |
| ルミラコキシブ†                 | 遊離形で存在；酢酸誘導体 | セレコキシブと同様 | 経口                                                   |                         | 生物学的利用能 = 74%；タンパク結合 > 98%；主にCYP2C9による広範な肝代謝；半減期 = 3–6時間；排泄 = 尿（50%）、糞便（50%） | 変形性関節症 | 上記に加えて、肝毒性 |
| メロキシカム                    | 遊離形で存在；水とほとんどの有機溶媒にやや不溶；オキシカム誘導体 | セレコキシブと同様 | 経口、直腸                                             |                         | 生物学的利用能 = 89%；タンパク結合 > 99%；分布容積 = 0.1–0.2 L/kg；半減期 = 22–24時間；広範な肝代謝；排泄 = 尿（45%）、糞便（47%） | 変形性関節症；関節リウマチ | ジクロフェナクと同様 |
| ニメスリド                      | 遊離形とβ-シクロデキストリン形で存在；水とエタノールにほとんど不溶、アセトンに可溶 | セレコキシブと同様 | 経口、直腸、外用                                       |                         | 入手不可 | 急性疼痛；月経困難症；捻挫（外用）；腱炎                                                                                                | ジクロフェナクと同様 |
| パレコキシブ                    | ナトリウム塩の形で存在；スルホンアミド | セレコキシブと同様 | 筋注、静注                                             |                         | 血漿結合 = 98%；分布容積 = 55 L；主にCYP2C9、CYP3A4による肝代謝；半減期 = 8時間；排泄 = 尿（70%） | 術後疼痛 | ジクロフェナクと同様 |
| ロフェコキシブ†                 | 遊離形で存在；スルホンアミド | セレコキシブと同様 | 経口                                                   |                         | 生物学的利用能 = 93%；タンパク結合 = 87%；肝代謝；半減期 = 17時間 | 急性疼痛；変形性関節症；関節リウマチ | ジクロフェナクと同様 |
| バルデコキシブ†                 | 遊離形で存在；スルホンアミド | セレコキシブと同様 | 経口                                                   |                         | 生物学的利用能 = 83%；タンパク結合 = 98%；主にCYP3A4とCYP2C9による肝代謝；半減期 = 8.11時間；排泄 = 尿（90%） | 月経困難症による疼痛；関節リウマチ；変形性関節症                                                                                        | 上記および致死的な皮膚反応（例：中毒性表皮壊死症）の可能性                                                                                       |
| オピオイド                      | | |                                                        |                         | | | |
| モルヒネ骨格を持つもの          | | |                                                        |                         | | | |
| ブプレノルフィン                | 遊離形と塩酸塩の形で存在；水にやや不溶、エタノール、メタノール、アセトンに可溶；光により分解                                                                                                 | μオピオイド受容体の部分作動薬；δオピオイド受容体の作動薬；κオピオイド受容体の拮抗薬                                      | 舌下、経皮、筋注、静注、経鼻、硬膜外、皮下注射         |                         | 生物学的利用能 = 79%（舌下）；タンパク結合 = 96%；分布容積 = 97–187 L/kg；半減期 = 20–36時間；排泄 = 尿、糞便 | オピオイド依存症、中等度から重度の疼痛                                                                                                  | コデインと同様、呼吸抑制作用は天井効果がある |
| コデイン                        | 遊離形、塩酸塩、硫酸塩、リン酸塩の形で存在；熱湯に可溶（遊離形）、エタノールによく溶ける（遊離形）、水に可溶/よく溶ける（塩）；光により分解しやすい。モルヒネのメトキシ類似体                | モルヒネに代謝され、オピオイド受容体を活性化                                                                             | 経口、筋注、静注                                       | 100–120 mg (経口)       | CYP2D6により大部分肝代謝され、主にモルヒネに；半減期 = 3–4時間；排泄 = 尿（86%） | 軽度から中等度の疼痛、しばしばアセトアミノフェンやイブプロフェンと併用                                                                  | 便秘、依存、鎮静、掻痒感、吐き気、嘔吐、呼吸抑制                                                                                                 |
| ジアモルヒネ                    | 塩酸塩の形で存在；水に溶けやすい、アルコールに可溶；光により分解。モルヒネのジアセチル誘導体                                                                                                 | 血液脳関門を通過後、6-アセチルモルヒネを経てモルヒネに急速に加水分解され、次いで中枢神経系のオピオイド受容体を活性化する | 筋注、髄腔内、経鼻、経口、静注、皮下注射               |                         | モルヒネへの広範な代謝で、6-アセチルモルヒネが中間体となる可能性あり。主に尿中に排泄 | 重度の疼痛（分娩時の疼痛を含む）；末期肺がんによる咳；狭心症；左心不全                                                                  | コデインと同様。血液脳関門を急速に通過するため、他のオピオイドと比較して乱用の可能性が高い                                                       |
| ジヒドロコデイン                | 遊離塩基、塩酸塩、リン酸塩、ポリスチレックス、チオシアン酸塩、酒石酸塩、重酒石酸塩、水素酒石酸塩の形で存在；水に自由に可溶、有機溶媒にほとんど不溶（水素酒石酸塩）；空気と光による分解に敏感 | オピオイド受容体作動薬                                                                                                   | 筋注、静注、経口、皮下注射                             |                         | 生物学的利用能 = 20%；一部はCYP2D6によりジヒドロモルヒネに、大部分はCYP3A4によりノルジヒドロコデインに肝代謝を受ける。；半減期 = 3.5–5時間；排泄 = 尿 | 中等度から重度の疼痛；通常アセトアミノフェンおよび/またはアスピリンと併用                                                               | コデインと同様 |
| エチルモルヒネ                  | 遊離塩基、塩酸塩、樟脳塩、10-カンファースルホン酸塩の形で存在；水とアルコールに可溶；光により分解                                                                                            | オピオイド受容体リガンド                                                                                                 | 経口                                                   |                         | データなし | 鎮咳薬 | コデインと同様 |
| ヒドロコドン                    | 塩酸塩/酒石酸塩の形で存在；水によく溶ける、ほとんどの有機溶媒にほとんど不溶；光/空気との接触で分解                                                                                           | オピオイド受容体リガンド                                                                                                 | 経口                                                   | 20 -30 mg               | タンパク結合 = 19%；主にCYP3A4による広範な肝代謝、より少ない程度でCYP2D6によりヒドロモルフォンに；半減期 = 8時間；排泄 = 尿 | 慢性疼痛 | コデインと同様 |
| ヒドロモルフォン                | 塩酸塩の形で存在；水によく溶ける、有機溶媒にやや不溶；15℃以下および35℃以上の温度または光との接触で分解                                                                                       | オピオイド受容体作動薬                                                                                                   | 筋注、静注、経口、皮下注射                             |                         | 生物学的利用能 = 50–62%（経口）；タンパク結合 = 8–19%；広範な肝代謝；半減期 = 2–3時間；排泄 = 尿 | 中等度から重度の疼痛；鎮咳 | コデインと同様 |
| モルヒネ                        | 遊離塩基形、塩酸塩、硫酸塩、酒石酸塩の形で存在；水に可溶；光の存在下で分解 | オピオイド受容体作動薬（μ、δ、κ）                                                                                        | 筋注、髄腔内、経口、静注、皮下注射、直腸               |                         | タンパク結合 = 35%；広範な肝代謝、一部は経口投与後に腸で代謝；半減期 = 2時間；排泄 = 尿（90%） | 中等度から重度の疼痛 | コデインと同様 |
| ニコモルヒネ                    | モルヒネのジニコチン酸エステル誘導体 | モルヒネと同様 | 筋注、静注、経口、直腸、皮下注射                       |                         | データなし | 中等度から重度の疼痛 | コデインと同様 |
| オキシコドン                    | 遊離塩基、塩酸塩およびテレフタル酸塩の形で存在；水に自由に可溶、有機溶媒にほとんど不溶；空気との接触で分解                                                                                   | オピオイド受容体作動薬                                                                                                   | 経口                                                   |                         | 生物学的利用能 = 60–87%；タンパク結合 = 45%；分布容積 = 2.6 L/kg；主にCYP3A4、より少ない程度でCYP2D6によりオキシモルフォンに肝代謝；半減期 = 2–4時間；排泄 = 尿（83%）                                                                                                   | 中等度から重度の疼痛 | コデインと同様 |
| オキシモルフォン                | 塩酸塩の形で存在；水にやや可溶（1:4）、ほとんどの有機溶媒にほとんど不溶；空気、光および15℃から30℃の範囲外の温度で分解                                                                        | モルヒネと同様 | 経口、筋注、皮下注射                                   |                         | 生物学的利用能 = 10%（経口）；タンパク結合 = 10–12%；分布容積 = 1.94–4.22 L/kg；肝代謝；半減期 = 7–9時間、9–11時間（XR）；排泄 = 尿、糞便 | 術後の鎮痛/麻酔；中等度から重度の疼痛                                                                                                   | コデインと同様 |
| モルフィナン類                  | | |                                                        |                         | | | |
| ブトルファノール                | 酒石酸塩の形で存在；水にやや可溶、ほとんどの有機溶媒に不溶；空気との接触および15℃から30℃の範囲外の温度で分解                                                                                 | κオピオイド受容体作動薬；μオピオイド受容体部分作動薬                                                                     | 筋注、静注、経鼻                                       |                         | 生物学的利用能 = 60–70%（経鼻）；タンパク結合 = 80%；分布容積 = 487 L；主に水酸化による肝代謝；排泄 = 尿（主）；半減期 = 4.6時間 | 中等度から重度の疼痛（陣痛を含む） | 上記と同様だが、幻覚や妄想を引き起こす傾向が高い。呼吸抑制は天井効果がある                                                                       |
| レボルファノール                | 酒石酸塩の形で存在；水にやや不溶（1:50）およびエタノール、クロロホルム、エーテルにやや不溶；15℃から30℃の範囲外で不安定；フェナントレン誘導体                                                 | μオピオイド；NMDA拮抗薬；SNRI                                                                                            | 経口、筋注、静注、皮下注射                             |                         | タンパク結合 = 40%；広範な初回通過効果；半減期 = 12–16時間、30時間（反復投与） | 急性/慢性疼痛 | コデインと同様 |
| ナルブフィン                    | 主に塩酸塩として存在 | κオピオイド受容体の完全作動薬、μオピオイド受容体の部分作動薬/拮抗薬                                                      | 筋注、静注、皮下注射                                   |                         | タンパク結合 = 重要でない；肝代謝；半減期 = 5時間；排泄 = 尿、糞便 | 疼痛；麻酔補助；オピオイド誘発性掻痒症                                                                                                  | コデインと同様。呼吸抑制は天井効果がある |
| ベンゾモルファン類              | | |                                                        |                         | | | |
| デゾシン                        | データなし | オピオイド混合作動薬-拮抗薬                                                                                              | 筋注、静注                                             |                         | 分布容積 = 9–12 L/kg；半減期 = 2.2–2.7時間 | 中等度から重度の疼痛 | コデインと同様 |
| エプタゾシン                    | 臭化水素酸塩として存在 | モルヒネと同様 | 筋注、皮下注射                                         |                         | データなし | 中等度から重度の疼痛 | コデインと同様 |
| ペンタゾシン                    | 遊離、塩酸塩および乳酸塩の形で存在；水にやや不溶（1:30以下）、エタノールとクロロホルムにより可溶；空気と光との接触で分解                                                                     | κオピオイド受容体作動薬；μオピオイド受容体拮抗薬/部分作動薬                                                              | 筋注、静注、皮下注射                                   |                         | 生物学的利用能 = 60–70%；タンパク結合 = 60%；肝代謝；半減期 = 2–3時間；排泄 = 尿（主）、糞便 | 中等度から重度の疼痛 | コデインと同様。呼吸作用は天井効果がある |
| フェニルピペリジン類            | | |                                                        |                         | | | |
| アニレリジン                    | 遊離、塩酸塩およびリン酸塩の形で存在；水にやや不溶、エタノール、エーテルおよびクロロホルムに可溶；空気と光との接触で分解                                                                     | μオピオイド受容体作動薬                                                                                                  | 筋注、静注                                             |                         | データなし | 中等度から重度の疼痛 | コデインと同様 |
| ケトベミドン                    | 塩酸塩の形で存在；水によく溶ける、エタノールに可溶、ジクロロメタンにやや不溶 | μオピオイド；NMDA拮抗薬                                                                                                  | 経口、筋注、静注、直腸                                 |                         | 生物学的利用能 = 34%（経口）、44%（直腸）；半減期 = 2–3.5時間 | 中等度から重度の疼痛 | 他のオピオイドと同様 |
| ペチジン                        | 塩酸塩の形で存在；水に非常に溶けやすい、エーテルにやや可溶、エタノールに可溶；空気と光との接触で分解                                                                                         | セロトニン作用を伴うμオピオイド受容体作動薬                                                                              | 筋注、静注、経口、皮下注射                             |                         | 生物学的利用能 = 50–60%；タンパク結合 = 65–75%；肝代謝；半減期 = 2.5–4時間；排泄 = 尿（主） | 中等度から重度の疼痛 | 他のオピオイドと同様；および発作、不安、気分変化、セロトニン症候群                                                                               |
| 開鎖鎖オピオイド                | | |                                                        |                         | | | |
| デキストロモラミド              | 酒石酸塩と遊離形で存在；酒石酸塩は水に可溶 | μオピオイド | 筋注、静注、経口、直腸                                 |                         | データなし | 重度の疼痛 | 他のオピオイドと同様 |
| デキストロプロポキシフェン      | 遊離形、塩酸塩およびナプシル酸塩の形で存在；水に非常に溶ける（HCl）、水にほとんど不溶（ナプシル酸塩）；光と空気との接触で分解                                                                | μオピオイド | 経口                                                   |                         | タンパク結合 = 80%；肝代謝；半減期 = 6–12時間、30–36時間（活性代謝物） | 軽度から中等度の疼痛 | 他のオピオイドと同様、さらに心電図変化 |
| ジピパノン                      | 塩酸塩の形で存在；水とエーテルにほとんど不溶、アセトンとエタノールに可溶 | μオピオイド | 経口、しばしばシクリジンと組み合わせて                 |                         | 半減期 = 20時間 | 中等度から重度の疼痛 | モルヒネより鎮静作用が少ない、それ以外はモルヒネと同様                                                                                           |
| レボアセチルメタドール†         | 塩酸塩の形で存在 | 上記およびニコチン性アセチルコリン受容体拮抗薬                                                                           | 経口                                                   |                         | タンパク結合 = 80%；半減期 = 2.6日 | オピオイド依存症 | 他のオピオイドと同様、さらに心室性不整脈 |
| レボメサドン                    | 塩酸塩の形で存在；水とアルコールに可溶；光により分解 | μオピオイド；NMDA拮抗薬                                                                                                  | 経口                                                   |                         | データなし | メサドンと同様 | メサドンと同様 |
| メプタジノール                  | 塩酸塩の形で存在；水、エタノール、メタノールに可溶、アセトンにやや不溶；25℃を超える温度で不安定                                                                                              | オピオイド混合作動薬-拮抗薬、ミュー1受容体の部分作動薬；コリン作動性作用あり                                             | 筋注、静注、経口                                       |                         | 生物学的利用能 = 8.69%（経口）；タンパク結合 = 27.1%；半減期 = 2時間；排泄 = 尿 | 中等度から重度の疼痛；周術期鎮痛；腎疝痛                                                                                                | ペンタゾシンと同様 |
| メサドン                        | 塩酸塩の形で存在；水とエタノールに可溶；空気と光との接触および15℃から30℃の範囲外の温度で分解                                                                                                 | μオピオイド；NMDA拮抗薬                                                                                                  | 筋注、静注、経口、皮下注射                             |                         | 生物学的利用能 = 36–100%（平均: 70–80%）；タンパク結合 = 81–97%（平均: 87%）；分布容積 = 1.9-8 L/kg（平均: 4 L/kg）；主にCYP3A4、CYP2B6による肝代謝、より少ない程度で：CYP2C9、CYP2C19、CYP2D6、CYP2C8；半減期 = 5–130時間（平均: 20–35時間）；排泄 = 尿（20–50%）、糞便 | オピオイド依存症；慢性疼痛 | 他のオピオイドと同様、さらにQT間隔延長 |
| ピリトラミド                    | 遊離形または酒石酸塩の形で存在 | μオピオイド | 筋注、静注、皮下注射                                   |                         | データなし | 重度の疼痛 | 他のオピオイドと同様 |
| タペンタドール                  | 遊離形と塩酸塩の形で存在 | μオピオイドおよびノルエピネフリン再取り込み阻害薬                                                                        | 経口                                                   |                         | 生物学的利用能 = 32%；タンパク結合 = 20%；主にCYP2C9、CYP2C19、CYP2D6による肝代謝；排泄 = 尿（70%）、糞便；半減期 = 4時間 | 中等度から重度の疼痛 | 他のオピオイドと同様；吐き気、嘔吐、便秘を引き起こす可能性は低い                                                                                 |
| チリジン                        | 塩酸塩の形で存在；水、エタノール、ジクロロメタンに可溶；光により分解 | μオピオイド代謝物、ノルチリジン                                                                                          | 経口                                                   |                         | データなし | 中等度から重度の疼痛 | 他のオピオイドと同様 |
| トラマドール                    | 塩酸塩の形で存在；水とメタノールによく溶ける、アセトンに不溶；15℃から30℃の範囲外の温度および光との接触で分解                                                                                 | μオピオイド（主に活性代謝物のO-デスメチルトラマドールを介して）およびセロトニン・ノルアドレナリン再取り込み阻害薬        | 筋注、静注、経口、直腸                                 | 50 mg                   | 生物学的利用能 = 70–75%（経口）、100%（筋注）；タンパク結合 = 20%；CYP3A4とCYP2D6による肝代謝；半減期 = 6時間；排泄 = 尿、糞便 | 中等度から重度の疼痛 | 他のオピオイドと同様だが呼吸抑制と便秘が少ない。精神症状の報告あり。他のセロトニン作用薬との併用でセロトニン症候群の可能性あり                   |
| アニリドピペリジン類            | | |                                                        |                         | | | |
| アルフェンタニル                | 塩酸塩の形で存在；エタノール、水、メタノールによく溶ける。空気と光との接触で分解 | μオピオイド | 硬膜外、筋注、静注、髄腔内                             |                         | タンパク結合 = 90%；分布容積 = 小；半減期 = 1–2時間；主にCYP3A4による肝代謝；排泄 = 尿 | 処置時の麻酔 | 他のオピオイドと同様。非常に鎮静作用が強い |
| フェンタニル                    | 遊離形、塩酸塩、クエン酸塩の形で存在；水にほとんど不溶（遊離形）、水に可溶（クエン酸塩形）、エタノールとメタノールによく溶ける。15℃から30℃の範囲外の温度および光で分解                       | μオピオイド | 頬粘膜、経皮、筋注、静注、髄腔内、経鼻、皮下注射、舌下 | 0.1 mg 筋注/静注        | 生物学的利用能 = 50%（頬粘膜）、89%（経鼻）；タンパク結合 = 80%；主にCYP3A4による肝代謝；半減期 = 219分；排泄 = 尿（主）、糞便 | 中等度から重度の疼痛（分娩時の疼痛を含む）；麻酔の補助                                                                                  | 他のオピオイドと同様、吐き気、嘔吐、便秘、掻痒感は少なく、鎮静作用が強い                                                                         |
| レミフェンタニル                | 塩酸塩として存在 | μオピオイド | 静注                                                   |                         | タンパク結合 = 70%；血液および組織エステラーゼにより加水分解；半減期 = 20分；排泄 = 尿（95%） | 麻酔の維持 | フェンタニルと同様 |
| スフェンタニル                  | 遊離形とクエン酸塩の形で存在；水、エタノール、メタノールに可溶；光との接触および15℃から30℃の範囲外の温度で分解                                                                               | μオピオイド | 硬膜外、静注、髄腔内、経皮                             |                         | タンパク結合 = 90%；半減期 = 2.5時間；排泄 = 尿（80%） | 麻酔の補助および中等度から重度の疼痛 | フェンタニルと同様 |
| その他の鎮痛薬                  | | |                                                        |                         | | | |
| アセトアニリド                  | データなし | アセトアミノフェンのプロドラッグ                                                                                         | 経口                                                   |                         | データなし | 疼痛；発熱 | がん；アセトアミノフェンの副作用 |
| アミトリプチリン                | 遊離形および塩酸塩とエンボン酸塩の形で存在；水にほとんど不溶（エンボン酸塩）、水によく溶ける（HCl）；光により分解                                                                            | SNRI | 経口                                                   |                         | CYP2C19、CYP3A4による肝代謝；活性代謝物、ノルトリプチリン；半減期 = 9–27時間；排泄 = 尿（18%）、糞便 | 神経障害性疼痛；夜尿症；大うつ病；片頭痛予防；切迫性尿失禁                                                                              | 鎮静、抗コリン作用、体重増加、起立性低血圧、洞性頻脈、性機能障害、振戦、めまい、発汗、興奮、不眠、不安、錯乱                                     |
| ドロナビノール                  | 遊離形で存在；光により分解 | カンナビノイド受容体部分作動薬                                                                                           | 経口                                                   |                         | 生物学的利用能 = 10–20%；タンパク結合 = 90–99%；分布容積 = 10 L/kg；肝代謝；半減期 = 25–36時間、44–59時間（代謝物）；排泄 = 糞便（50%）、尿（15%） | 難治性の化学療法誘発性悪心・嘔吐；食欲不振；神経障害性疼痛                                                                              | めまい、多幸感、偏執症、傾眠、異常思考、腹痛、吐き気、嘔吐、抑うつ、幻覚、低血圧、思考障害、感情不安定、振戦、潮紅など                           |
| デュロキセチン                  | 塩酸塩の形で存在；水にやや可溶、メタノールによく溶ける。光により分解 | SNRI | 経口                                                   |                         | タンパク結合 > 90%；分布容積 = 3.4 L/kg；CYP2D6、CYP1A2による肝代謝；半減期 = 12時間；排泄 = 尿（70%）、糞便（20%） | 大うつ病；全般性不安障害；神経障害性疼痛                                                                                                | 抗コリン作用、消化器症状、あくび、発汗、めまい、脱力、性機能障害、傾眠、不眠、頭痛、振戦、食欲減退                                               |
| フルピルチン                    | マレイン酸塩として存在。レチガビンに化学的に関連 | カリウムチャネル（Kv7）開口薬                                                                                            | 経口、直腸                                             |                         | 生物学的利用能 = 90%（経口）、72.5%（直腸）；タンパク結合 = 80%；分布容積 = 154 L；肝代謝；半減期 = 6.5時間；排泄 = 尿（72%） | 疼痛；線維筋痛症；クロイツフェルト・ヤコブ病                                                                                            | 傾眠、めまい、胸やけ、口内乾燥、疲労、吐き気 |
| ガバペンチン                    | 遊離形とエナカルビル塩の形で存在；エタノール、ジクロロメタンにやや不溶、水にやや可溶 | 脊髄のα2δ-1サブユニット電位依存性カルシウムイオンチャネルに結合。NMDA受容体とプロテインキナーゼCも調節する可能性あり     | 経口                                                   |                         | 半減期 = 5–7時間 | 神経障害性疼痛；てんかん | 疲労、鎮静、めまい、運動失調、振戦、複視、眼振、弱視、健忘、異常思考、高血圧、血管拡張、末梢性浮腫、口内乾燥、体重増加、発疹                     |
| ミルナシプラン                  | データなし | SNRI | 経口                                                   |                         | 生物学的利用能 = 85–90%；タンパク結合 = 13%；分布容積 = 400 L；肝代謝；半減期 = 6–8時間（L異性体）、8–10時間（D異性体）；排泄 = 尿（55%） | 線維筋痛症 | デュロキセチンと同様、さらに高血圧 |
| ナビキシモルス                  | カンナビジオールとドロナビノールをほぼ同量含有 | ドロナビノールと同様 | 頬粘膜スプレー                                         |                         | 入手不可 | MSの一部として現れる神経障害性疼痛と痙縮                                                                                                | ドロナビノールと同様 |
| ネフォパム                      | 塩酸塩の形で存在。オルフェナドリンに化学的に関連 | 不明；セロトニン-ノルエピネフリン-ドーパミン再取り込み阻害薬                                                             | 経口、筋注                                             |                         | タンパク結合 = 73%；半減期 = 4時間；排泄 = 尿、糞便（8%） | 鎮痛、特に術後；しゃっくり | 抗ムスカリン作用と交感神経様作用あり |
| アセトアミノフェン              | 遊離形で存在；水にほとんど不溶、エタノールによく溶ける。湿気、空気、光との接触で分解 | 複数；中枢神経系でのプロスタグランジン合成を阻害、活性代謝物のAM404はアナンダミド再取り込み阻害薬                        | 経口、静注、筋注、直腸                                 |                         | タンパク結合 = 10–25%；分布容積 = 1 L/kg；肝代謝；半減期 = 1–3時間；排泄 = 尿 | 鎮痛および解熱 | 肝毒性；過敏反応（稀）、スティーブンス・ジョンソン症候群を含む；低血圧（稀；静注）                                                               |
| フェナセチン                    | データなし | アセトアミノフェンのプロドラッグ                                                                                         | 経口                                                   |                         | データなし | 鎮痛および解熱 | 血液学的障害、腎毒性、がんおよびアセトアミノフェンの副作用                                                                                       |
| プレガバリン                    | 遊離形で存在 | ガバペンチンと同様 | 経口                                                   |                         | 生物学的利用能 = 90%；半減期 = 6.3時間；肝代謝；排泄 = 尿（90%） | 神経障害性疼痛；不安；てんかん | ガバペンチンと同様 |
| プロパセタモール                | 水によく溶ける。湿気との接触で分解 | アセトアミノフェンのプロドラッグ                                                                                         | 筋注、静注                                             |                         | データなし | 鎮痛および解熱 | アセトアミノフェンと同様 |
| ジコノチド                      | ペプチド | N型カルシウムチャネル遮断薬                                                                                              | 髄腔内                                                 |                         | タンパク結合 = 50%；半減期 = 2.9–6.5時間；排泄 = 尿（<1%） | 慢性疼痛 | CNS毒性（異常歩行、異常視覚、記憶障害など）；消化器症状                                                                                          |
| †は販売が中止された製品を示す。 | | |                                                        |                         | | | |

## 研究
一部の新規および研究用鎮痛薬には、フナピドやラキサトリギンなどのサブタイプ選択的な電位依存性ナトリウムチャネル遮断薬、およびラルフィナミドなどの多機能性薬剤が含まれる。